# Spiegeltheater
Het Spiegeltheater is een amateurtoneelgezelschap uit Roeselare opgericht in 1985. De naam Spiegeltheater is ontleend aan het spiegelzaaltje van een bankinstelling met amper 60 zitplaatsen waar het gezelschap zijn eerste opvoering verzorgde. Het gezelschap heeft twee tot drie eigen producties per jaar en won het 66e Landjuweel.

## Geschiedenis
Al bij zijn tweede opvoering in 1986 belandde het gezelschap in de promotieafdeling van de West-Vlaamse Provinciale Klassering van amateurtoneelverenigingen.
In 1991 promoveerde het met het stuk Vrouwen aan de macht in een regie van Rose Calmeyn naar de Eerste Provinciale Afdeling en ontving nog twee ereplaketten.
Bij zijn vijftiende seizoen in 2000, werd het gezelschap Provinciaal laureaat met Modigliani in een regie van Martine Werbrouck.
Het volgende jaar behaalde het Spiegeltheater de hoogste Vlaamse onderscheiding, het 66e Landjuweel met Top Dogs van Geert van Istendael (naar Urs Widmer).
In 2004 werd het opnieuw voor deze wedstrijd geselecteerd.

## Theaterproducties
1985-1986
- Als het om de liefde gaat (Eenakters)

1986-1987
- Als ge maar gezond zijt (Pax)
- Vlinders zijn vrij

1987-1988
- Wiens leven is het eigenlijk
- Harten twee, harten drie

1988-198
- Vier kamers met tuin
- Het atelier

1989-1990
- De rekening van het kind
- De Caraïbische zee

1990-1991
- Greenwich
- Burleske Serenade (Eenakters)

1991-1992
- Vrouwen aan de macht
- Bedside story

1992-1993
- Rose
- Arsenicum en oude kant

1993-1994
- De zaak
- Antigone

1994-1995
- Spoken
- De zelfmoordenaar

1995-1996
- Nachtasiel
- Victor of de kinderen aan de macht

1996-1997
- Onder ons / Good night Irene
- De herbergierster

1997-1998
- Het kamermeisje
- Wachten op Godot

1998-1999
- Yvonne prinses van Bourgondië
- Ifigeneia Koningskind

1999-2000
- Modigliani
- Play it again, Sam
- Het geloof

2000-2001
- Ja ja maar nee nee
- Top dogs

2001-2002
- De toevallige dood van een anarchist
- Top dogs (Landjuweeltoernooi)
- De man met de bloem in de mond

2002-2003
- Fat men in skirts
- Een pompstation

2003-2004
- Attila Galop, hop, hop (Het moeizame liefdesleven van Attila Galop)
- Risquons-tout
- Verre vrienden

2004-2005
- Het verjaardagsfeest
- Variaties omtrent eend
- Festen

2005-2006
- Festen (Landjuweeltoernooi)
- De schoonzusters (OCAR)
- The beauty queen of Leenane (Bottelarij)

2006-2007
- Diplodokus Deks
- Cocorico met Feydeau